# Satrapia de Frígia
La satrapia de Frígia o de Gran Frígia, era un territori de la Pèrsia aquemènida, amb capital a Celenes (Celaenae). Va passar a Pèrsia el 546 aC al conquerir el regne de Frígia; va romandre persa sota sàtrapes en general desconeguts fins a la conquesta d'Alexandre el Gran el 333 aC. Va pertànyer a Antígon el Borni des del 323 aC i es va fer independent a Sardes com a rei d'Àsia el 305 aC, fins al 301 aC. En aquest any va passar a Seleuc I Nicàtor. El 190 aC va passar al Regne de Pèrgam amb el qual va entrar a les possessiones romanes el 133 aC. Incloïa Licaònia, Psídia i Pamfília i, per tant, arribava a la mar (entre Celenderis i Coracesi a l'est i Faselis a l'oest); al nord limitava amb la Satrapia de Lídia i la Frígia Hel·lespòntica; a l'est limitava amb el riu Halis i al sud-est amb les muntanyes del Taure.